# Ghiacciaio Severinghaus
Il ghiacciaio Severinghaus  (in inglese: Severinghaus Glacier) è un ghiacciaio vallivo situato sulla costa di Zumberge, nella parte occidentale della Terra di Ellsworth, in Antartide. In particolare, il ghiacciaio, il cui punto più alto si trova a oltre 2.000 m s.l.m., è situato sul versante occidentale della catena principale della dorsale Sentinella, nelle montagne di Ellsworth. Da qui esso fluisce in direzione sud-ovest scorrendo tra il versante meridionale del monte Craddock e quello settentrionale del monte Strybing fino ad unire il proprio flusso a quello del ghiacciaio Bender.

## Storia
Il ghiacciaio Severinghaus è stato così battezzato nel 2006 dal Comitato consultivo dei nomi antartici in onore di Jeffrey P. Severinghaus, professore alla scuola di oceanografia dell'Università del Rhode Island, il quale, dal 1996, effettua ricerche per conto del Programma Antartico degli Stati Uniti d'America sulla storia dell'atmosfera e dei cambiamenti climatici utilizzando i carotaggi dei ghiacci antartici.